# Funtumia africana
Funtumia africana ist ein Baum in der Familie der Hundsgiftgewächse aus der Unterfamilie der Apocynoideae aus West- und Zentralafrika bis ins mittlere und südliche Ostafrika.

## Beschreibung

### Vegetative Merkmale
Funtumia africana wächst als immergrüner, schnellwüchsiger Baum bis zu 30 Meter hoch. Der Stammdurchmesser erreicht bis über 50 Zentimeter. Es werden nur kleinere Wurzelanläufe gebildet. Die glatte Borke ist grau-braun bis bräunlich und manchmal leicht kreuzrissig. Der Baum führt einen Milchsaft.
Die einfachen und kurz gestielten, fast kahlen, etwas ledrigen Laubblätter sind gegenständig. Der fast kahle, rinnige Blattstiel ist bis 1,5 Zentimeter lang. Bei den paarige Blättern ist eine kurze Ochrea ausgebildet. Die ganzrandigen Blätter sind eiförmig bis elliptisch oder verkehrt-eiförmig und spitz, bespitzt bis zugespitzt, sie sind etwa 10–32 Zentimeter lang und 5–17 Zentimeter breit. Der Blattrand ist manchmal knapp umgebogen oder minimal wellig. An den unterseits helleren Blätter können haarförmige Domatien vorkommen. In den Blattachseln sind oft Kolleteren, Drüsenzotten vorhanden. Die Nervatur ist gefiedert und unterseits erhaben.

### Generative Merkmale
Es werden end- oder achständige, dichte, kurze und zymöse Blütenstände gebildet. Es sind verschiedene, kleine Tragblätter mit oft Kolleteren in den Achseln vorhanden. Die duftenden, fleischigen und gestielten Blüten sind fünfzählig mit doppelter Blütenhülle. Die kleinen, außen mehr oder weniger feinhaarigen, etwa bis 4 Millimeter langen und eiförmigen Kelchblätter sind fast frei. Die Krone ist verwachsen, mit einer basal verengten und oben aufgeweiteten, bis 10 Millimeter langen, außen mehr oder weniger feinhaarigen Kronröhre und ausladenden, kürzeren bis etwas längeren, dicklichen, mehr oder weniger feinhaarigen und schmal-eiförmigen bis elliptischen, leicht bootförmigen Zipfeln. Die (fast) sitzenden Staubblätter sind oben in der Kronröhre angeheftet. Der behaarte Fruchtknoten, aus zwei fast freien Fruchtblättern ist oberständig, mit relativ kurzem, eingeschlossenem, etwa bei den Antheren endendem, und fast kahlem Griffel, mit oben einem größeren Griffelkopf, einer „Clavuncula“. Im Kelch sitzen einige kleine Kolleteren. Es ist ein gelappter Diskus vorhanden.
Es werden dünne und 10–32 Zentimeter lange und bis 1,6–2 Zentimeter breite, fast spindelförmige, vielsamige, meist spitze, holzige, braune Balgfrüchte gebildet die paarig in einer Sammelbalgfrucht erscheinen. Die geschnäbelten, bis 7,5 Millimeter langen, sehr dünnen, spindelförmigen und meist kahlen Samen besitzen am vorderen Teil, des bis zu 6 Zentimeter langen Schnabels sehr lange, bis zu 9 Zentimeter lange Haare.

## Taxonomie
Die Erstbeschreibung des Basionyms Kixia africana erfolgte 1879 durch George Bentham in Hooker’s Icon. Pl. 13: t. 1276. Die Umteilung in die Gattung Funtumia erfolgte 1901 durch Otto Stapf in Hooker’s Icon. Pl. 27: t. 2696. Es sind verschiedene weitere Synonyme bekannt.

## Verwendung
Die Blätter und Rinde werden medizinisch genutzt.
Die Samenhaare werden als Kapokersatz verwendet, sind aber von schlechterer Qualität.
Im Gegensatz zu dem Milchsaft aus der verwandten Funtumia elastica, der eine andere Struktur aufweist und schnell koaguliert, kann dieser klebrige Latex nicht zur Herstellung eines hochwertigen Gummis verwendet werden. Er wird aber als Klebstoff, z. B. für Giftpfeile oder Vogelfallen genutzt.
Das relativ leichte, weiche und nicht beständige, helle Holz wird nur Lokal verwendet. es ist bekannt als Mutundu.